# Ipiranga (São Paulo)

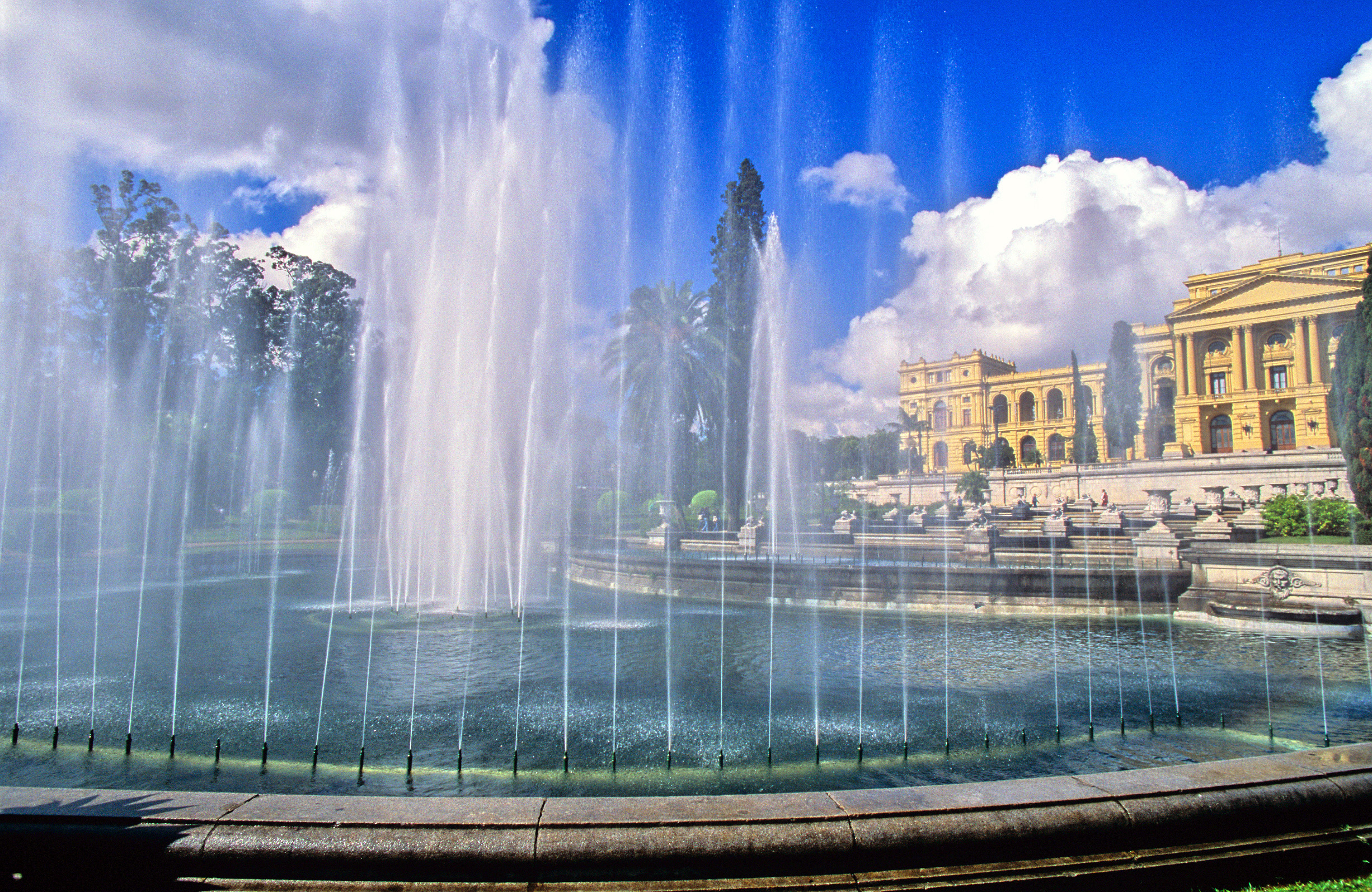
Museu do Ipiranga

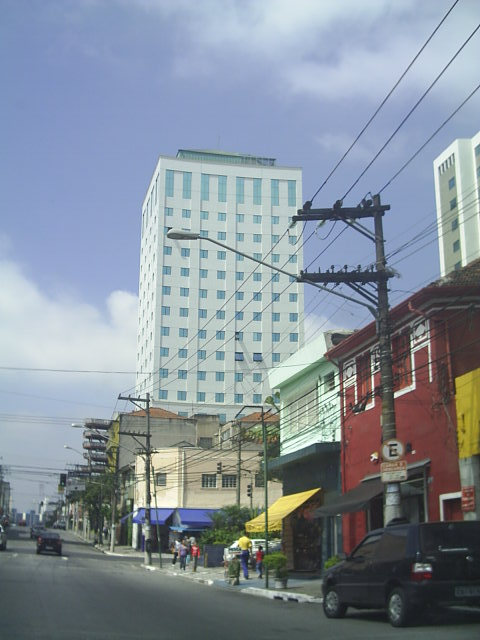
Im Zentrum von Ipiranga

Ipiranga (portugiesisch Distrito Paulistano do Ipiranga) ist ein Distrikt südöstlich des Zentrums von São Paulo mit einer Fläche von 10,5 km² und 106.865 Einwohnern im Jahr 2010.
Er liegt in der Zona Leste und ist benannt nach dem durchquerenden Flüsschen Ipiranga, dessen Name aus dem Tupi-Guarani stammt und übersetzt „Roter Fluss“ heißt, in Anspielung auf die bei Regenfällen durch die rote Erde gefärbten Wasser.
Der Distrikt untersteht der gleichnamigen Regionalpräfektur Prefeitura Regional do Ipiranga, die in die drei Distrikte Cursino, Ipiranga und Sacomã gegliedert ist. Ipiranga ist in acht Bairros gegliedert: Alto do Ipiranga, Dom Pedro I, Ipiranga, Vila Carioca, Vila Eulália, Vila Independência, Vila Monumento und Vila São José.
Die Anbindung an das U-Bahn-Netz von São Paulo und mehrere Durchgangsstraßen haben in den letzten Jahren zu starkem Wachstum mit einhergehender Immobilienspekulation in Ipiranga geführt.
Bekannteste Sehenswürdigkeit ist der Parque Independência mit dem Museu do Ipiranga (auch Museu Paulista genannt) mit Exponaten aus der Kolonialzeit. Ipiranga grenzt an die Stadtteile Vila Carioca, Vila Independência, Vila Dom Pedro I, Sacomã und Heliópolis.
Hier erklärte Dom Pedro I., der erste Kaiser Brasiliens, 1822 die Unabhängigkeit vom portugiesischen Mutterland. Aus diesem Grunde ist der Fluss Ipiranga bis heute in der brasilianischen Nationalhymne wie folgt erwähnt:
| Ouviram do Ipiranga as margens plácidas de um povo heróico o brado retumbante, e o sol da liberdade, em raios fúlgidos, brilhou no céu da pátria nesse instante. | An den ruhigen Ufern des Ipiranga hörte man den Aufschrei eines heroischen Volkes widerhallen, mit blitzendem Strahl erschien die Sonne der Freiheit in diesem Moment am Himmel unserer Heimat. |

## Bevölkerungsentwicklung
Quelle:

## Söhne und Töchter der Stadt
Die Fußballer José Roberto da Silva Júnior, genannt Zé Roberto (* 6. Juli 1974), und Gilberto Carlos Nascimento, genannt Betinho (* 14. Juni 1966), stammen aus Ipiranga.